# Geldmengeneffekt
Der Geldmengeneffekt (auch: Geldmengen-Einkommensmechanismus) wird in der Volkswirtschaftslehre ausgelöst, wenn durch Außenhandel ein Zahlungsbilanzdefizit oder Zahlungsbilanzüberschuss entsteht, was eine Verringerung oder Erhöhung der Geldmenge zur Folge hat. 

## Allgemeines
Entsteht im Inland durch Importlastigkeit ein Zahlungsbilanzdefizit, so führt dies entsprechend im Ausland zu einer Erhöhung der Geldmenge durch Deviseneinnahmen und im Inland zu einer Verringerung der Geldmenge. Umgekehrt bewirkt ein Zahlungsbilanzüberschuss im Inland eine Zunahme der Devisenbestände und damit der inländischen Geldmenge. Deshalb ergibt sich durch Exporte und Importe eine positive oder negative Wirkung auf die in- und ausländische Geldmenge; das ist der so genannte Geldmengeneffekt.
Er ist der Hauptgrund dafür, dass die makroökonomische (aggregierte) Nachfragekurve eine negative Steigung aufweist. Der Effekt beruht auf der Annahme des Keynes-Zinssatzeffekts, der sich in drei Schritten vollzieht:
1. Die Erhöhung des Preisniveaus führt zu einer höheren Geldnachfrage,
2. Diese höhere Geldnachfrage erhöht das Zinsniveau,
3. Die Erhöhung des Zinsniveaus senkt die Nachfrage nach Waren und Dienstleistungen.

Der Anstieg des Preisniveaus führt bei einer unveränderten Geldmenge zu einer Geldverknappung. Die Höhe der gesamtwirtschaftlichen Realausgaben sinkt. 

## Ermittlung
Unter den Annahme von unveränderter Technologie und unveränderter fiskaler Instrumente gilt dann:
{\displaystyle {\text{reale Geldmenge}}={\frac {\text{Geldumlaufmenge (konstant)}}{\text{Preisniveau}}}}.

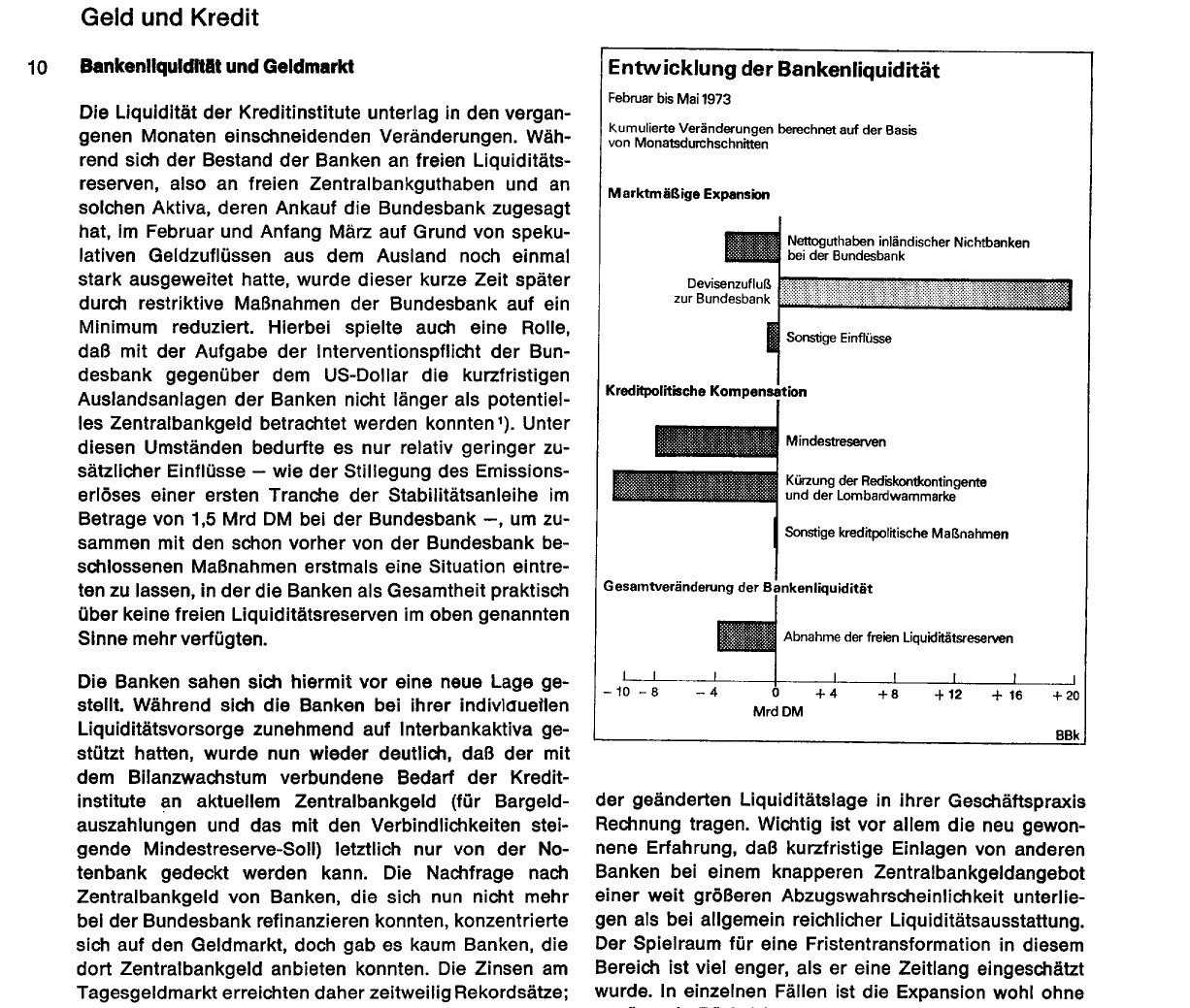
Historisches Beispiel (1973) restriktiver Geldpolitik via Minderung der freien Liquiditätsreserven (Lf).

In einem Modell mit begrenztem Kapitalangebot bewirkt ein Anstieg des Preisniveaus ein Sinken des realen Geldangebots, was zu höheren Zinsen führe. Dies lasse Sparen attraktiver werden und somit sinken die Investitionsausgaben und Konsumausgaben. Das Bruttoinlandsprodukt sinkt – äquivalent dazu sinkt der Output. Eine wirtschaftspolitische Maßnahme, die dieser Entwicklung entgegenwirken würde, wäre die Ausweitung der Geldumlaufmenge. Eine andere (geldpolitische) Maßnahme, es nicht so weit kommen zu lassen, bestehe darin, die freie Liquiditätsreserve der Geschäftsbanken zu verknappen (wie beispielsweise 1973 durch die deutsche Bundesbank).